# Broughton Gifford
Pour les articles homonymes, voir Broughton et Gifford.
Broughton Gifford est une paroisse civile et un village du Wiltshire, en Angleterre.